# Kangaatsiaq
Kangaatsiaq (zastarale Kangâtsiaq) je město nacházející se na severu kraje Qeqertalik v západním Grónsku. Město obdrželo status města v roce 1986, ale stejnojmenná osada existovala již mnohem déle. V roce 2016 tu žilo 550 obyvatel. V okolí se nacházejí osady Attu, Niaqornaarsuk, Ikerasaarsuk a Iginniarfik.

## Ekonomika
Hlavními zdroji příjmů jsou pro obyvatele rybolov a lov tuleňů. V Kangaatsiaqu se nachází továrna na zpracování sušených ryb a krevetek severních.

## Zařízení
V Kangaatsiaqu je supermarket, mateřská školka s 26 dětmi a základní škola s deseti třídami a 150 žáky. Pro turisty je k dispozici pouze hostel s názvem The Lodge s šesti pokoji.

## Doprava
Obci jako součást vládní zakázky slouží Air Greenland s vrtulníky, které létají pouze v zimě a na jaře z heliportu Kangaatsiaq na letiště Aasiaat a do několika vesnic v Aasiaatském souostroví. Heliporty v souostroví jsou jedinečné v tom, že jsou v provozu pouze během zimy a na jaře.
V létě a na podzim, když jsou vody v zálivu Disko sjízdné, komunikace mezi osadami je pouze po moři. Diskoline zajišťuje trajektové spojení Kangaatsiaqu s Ikerasaarsukem, Attu, Iginniarfikem, Niaqornaarsukem, a Aasiaatem.

## Fauna
Na zemi žijí převážně sobi polární, lišky polární a zajíci polární. Mezi mořské savce patří tuleň kroužkovaný, tuleň obecný, čepcol hřebenatý, tuleň vousatý, tuleň grónský, keporkak, plejtvák malý, plejtvák myšok, narval a běluha severní. Když záliv pokryje mořský led, je možné vidět mrože lední a medvědy lední.
Mezi ptáky patří havrani, bělokur horský, různé druhy racků, kajka královská, alky, sokoli, orli, sova sněžná, sněhule severní a rybák dlouhoocasý.

## Počet obyvatel
Počet obyvatel Kangaatsiaqu byl v průběhu posledních dvou desetiletí stabilní, od roku 2007 ale stále klesá.